# Elwood Haynes
Elwood Haynes (ur. 14 października 1857 w Portland, Indiana; zm. 13 kwietnia 1925 w Kokomo, Indiana) – amerykański wynalazca, pionier motoryzacji, budowniczy jednego z pierwszych samochodów. 

## Życiorys
4 lipca 1894 w Kokomo odbył pierwszą zakończoną sukcesem jazdę pojazdem wyposażonym w jednocylindrowy silnik o mocy 1 KM, rozwijając prędkość ok. 10 km/h.
Jako pierwszy w Stanach Zjednoczonych skonstruował model samochodu zdatny do produkcji seryjnej.

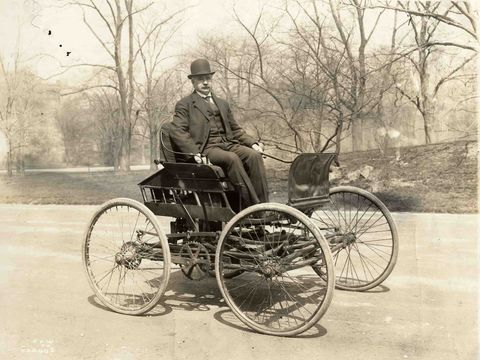
Haynes prowadzący samochód własnego projektu (1910)